# Pouy-de-Touges
Pouy-de-Touges – miejscowość i gmina we Francji, w regionie Oksytania, w departamencie Górna Garonna.
Według danych na rok 1990 gminę zamieszkiwało 208 osób, a gęstość zaludnienia wynosiła 15 osób/km² (wśród 3020 gmin regionu Midi-Pireneje Pouy-de-Touges plasuje się na 855. miejscu pod względem liczby ludności, natomiast pod względem powierzchni na miejscu 831.).